# Kabinett Çarçani I
Das Kabinett Çarçani I war eine Regierung der Sozialistischen Volksrepublik Albanien, die am 14. Januar 1982 von Ministerpräsident Adil Çarçani von der Partei der Arbeit Albaniens PPSh (Partia e Punës e Shqipërisë) gebildet wurde. Es löste das Kabinett Shehu VII ab und blieb bis zum 22. November 1982 im Amt, woraufhin es vom Kabinett Çarçani II abgelöst wurde.
Das Kabinett wurde nach dem vermeintlichen Selbstmord des heftig kritisierten Mehmet Shehu für die restliche Dauer bis zu den nächsten Parlamentswahlen gebildet. Große Änderungen zum Vorgängerkabinett gab es nicht. Hekuran Isai ersetzte Feçor Shehu, ein Neffe von Mehmet Shehu, als Innenminister. Petro Dode verlor das Amt eines Stellvertretenden Vorsitzenden des Ministerrates, blieb aber Vorsitzender der Staatlichen Planungskommission. Qirjako Mihali war weiterhin Stellvertretender Vorsitzender des Ministerrates und anstelle von Haki Toska neu auch Finanzminister. Das Ministerium für Industrie und Bergbau stand neu unter der Führung von Llambi Gegprifti, der das Amt von Prokop Murra übernahm, der dem neuen Energieministerium vorstand. Das Amt des Generalsekretärs des Ministerrates, das vormals Kiço Kasapi innehatte, gab es in der neuen Regierung von Çarçani nicht mehr.
Am 1. Juli 1982 wurden zwei Minister, denen enge Verbindungen zu Shehu und ausländischen Geheimdiensten vorgeworfen wurden, ersetzt: Der langjährige Außenminister Nesti Nase wurde abgelöst durch seinen Vize Reiz Malile, der die Außenpolitik Albaniens in den 1980er Jahren prägen sollte. Nase wurde zu einer langjährigen Gefängnisstrafe verurteilt. Dem Gesundheitsminister Llambi Ziçishti wurde zudem vorgeworfen,  im Jahr 1973 versucht zu haben, Enver Hoxha zu vergiften; er wurde zum Tod verurteilt. Neuer Gesundheitsminister wurde Ajli Alushani. Gleichzeitig wurde Prokop Murra von Pali Miska als Energieminister ersetzt – Murra wurde aber nicht angeklagt und sollte auch in der Folge wichtige Ämter übernehmen.
Am 15. Oktober wurde auch Verteidigungsminister Kadri Hazbiu verhaftet. Auch ihm wurde Verschwörung und ein Staatsstreich gegen Enver Hoxha vorgeworfen. Er wurde 1983 hingerichtet.
| Amt                                                | Amtsinhaber                   | Beginn der Amtszeit          | Ende der Amtszeit              |
| -------------------------------------------------- | ----------------------------- | ---------------------------- | ------------------------------ |
| Vorsitzender des Ministerrates                     | Adil Çarçani                  | 14. Januar 1982              | 22. November 1982              |
| Stellvertretender Vorsitzender des Ministerrates   | Manush Myftiu                 | 15. Januar 1982              | 22. November 1982              |
| Stellvertretender Vorsitzender des Ministerrates   | Pali Miska                    | 15. Januar 1982              | 22. November 1982              |
| Stellvertretender Vorsitzender des Ministerrates   | Qirjako Mihali                | 15. Januar 1982              | 22. November 1982              |
| Außenminister                                      | Nesti Nase Reiz Malile        | 15. Januar 1982 1. Juli 1982 | 1. Juli 1982 22. November 1982 |
| Verteidigungsminister                              | Kadri Hazbiu                  | 15. Januar 1982              | 22. November 1982              |
| Innenminister                                      | Hekuran Isai                  | 15. Januar 1982              | 22. November 1982              |
| Vorsitzender der Staatlichen Planungskommission    | Petro Dode                    | 15. Januar 1982              | 22. November 1982              |
| Finanzminister                                     | Qirjako Mihali                | 15. Januar 1982              | 22. November 1982              |
| Minister für Industrie und Bergbau                 | Llambi Gegprifti              | 15. Januar 1982              | 22. November 1982              |
| Energieminister                                    | Prokop Murra Pali Miska       | 15. Januar 1982 1. Juli 1982 | 1. Juli 1982 22. November 1982 |
| Ministerin für Leicht- und Nahrungsmittelindustrie | Esma Ulqinaku                 | 15. Januar 1982              | 22. November 1982              |
| Landwirtschaftsministerin                          | Themie Thomai                 | 15. Januar 1982              | 22. November 1982              |
| Bauminister                                        | Rahman Hanku                  | 15. Januar 1982              | 22. November 1982              |
| Kommunikationsminister                             | Luan Babameto                 | 15. Januar 1982              | 22. November 1982              |
| Binnenhandelsminister                              | Viktor Nushi                  | 15. Januar 1982              | 22. November 1982              |
| Außenhandelsminister                               | Nedin Hoxha                   | 15. Januar 1982              | 22. November 1982              |
| Minister für kommunale Wirtschaft                  | Rrapo Dervishi                | 15. Januar 1982              | 22. November 1982              |
| Ministerin für Bildung und Kultur                  | Tefta Cami                    | 15. Januar 1982              | 22. November 1982              |
| Gesundheitsminister                                | Llambi Ziçishti Ajli Alushani | 15. Januar 1982 1. Juli 1982 | 1. Juli 1982 22. November 1982 |